# Chaulgnes
Chaulgnes è un comune francese di 1 393 abitanti situato nel dipartimento della Nièvre nella regione della Borgogna-Franca Contea.

## Società

### Evoluzione demografica
Abitanti censiti